# Вечера (журнал)
«Вечера́» — в Российской империи литературный еженедельник, выходивший с января 1772 года по январь 1773 года в Санкт-Петербурге.
Всего вышло 52 еженедельных номера, составивших 2 части. В 1788—1789 годах журнал выходил в Москве 2-м изданием.

## История
Журнал был обязан своим существованием литературному кружку, собиравшемуся по вечерам для упражнений в прозе и стихах, которые было решено издавать периодически. Цель собраний заключалась в том, чтобы приятно провести время. Центром кружка можно предполагать М. М. Хераскова.
Сотрудниками журнала были В. И. Майков, Ип. Ф. Богданович, А. В. Храповицкий, Е. В. Хераскова, М. В. Храповицкая, В. Светов.
Журнал содержал также сатирические статьи, но не резкого, обличающего характера, а скорей нравоучительного; большое место уделялось и литературным забавам, вроде буриме, стихотворных задач, загадок и пр..